# Kľačany
Kľačany (em húngaro: Décskelecsény) é um município da Eslováquia, situado no distrito de Hlohovec, na região de Trnava. Tem 10,11 km² de área e sua população em 2018 foi estimada em 1.113 habitantes.

## Demografia
| Ano:        | 1994 | 2004   | 2014   | 2024   |
| ----------- | ---- | ------ | ------ | ------ |
| Broj ljudi: | 954  | 976    | 1064   | 1143   |
| Razlika:    |      | +2,30% | +9,01% | +7,42% |

| Ano:               | 2023 | 2024   |
| ------------------ | ---- | ------ |
| Número de pessoas: | 1145 | 1143   |
| Diferença:         |      | -0,17% |